# Prairiana australis
Prairiana australis är en insektsart som beskrevs av Spångberg 1878. Prairiana australis ingår i släktet Prairiana och familjen dvärgstritar. Inga underarter finns listade i Catalogue of Life.